# Bamwardaria josephi
Bamwardaria josephi là một loài ruồi trong họ Asilidae. Bamwardaria josephi được Hradský miêu tả năm 1983. Loài này phân bố ở vùng Cổ Bắc giới và châu Á.